# Jannes van der Wal
Jannes van der Wal (ur. 12 listopada 1956 w Driezum, zm. 24 września 1996 w Groningen) – holenderski warcabista i szachista.
W 1982 r. zdobył w São Paulo tytuł mistrza świata w warcabach stupolowych. W 1983 r. rozegrał mecz z kolejnym mistrzem świata, Harmem Wiersmą, przegrywając (1+, 19=, 0-).
Sukcesy odnosił również jako szachista, w 1995 r. Międzynarodowa Federacja Szachowa (FIDE) przyznała mu tytuł mistrza FIDE. Najwyższy ranking w karierze osiągnął 1 stycznia 1994 r., z wynikiem 2330 punktów zajmował wówczas 86. miejsce wśród holenderskich szachistów.
23 czerwca 1996 w Stadskanaal ustanowił rekord świata w symultanie warcabowo–szachowej: rozegrał 85 partii z wynikiem 93% (wygrał 76 partii, 4 przegrał, 5 zremisował).